# 男はつらいよ 寅次郎夢枕
『男はつらいよ 寅次郎夢枕』（おとこはつらいよ とらじろうゆめまくら）は、1972年12月29日に公開された日本映画。『男はつらいよ』シリーズの10作目。同時上映は『舞妓はんだよ全員集合!!』。
国鉄の「ディスカバー・ジャパン」のキャンペーンポスターにも使用された。

## あらすじ
寅次郎が旅先で見た夢で、カフェの女給のさくらがヤクザ者にいじめられているところを、「マカオのお寅」が救う。
寅次郎が旅先から帰ってみると、幼馴染の千代（八千草薫）が、夫と離婚してとらやの近所に美容院を開業していた。「お千代坊」と再会した寅次郎は、その美しさにたちまち友達以上の感情を抱くようになり、暇を見つけては千代の美容院に遊びに行ったり、千代をとらやに招いたりする。
ところが、寅次郎と入れ替わりにとらやの間借り人となっていた東京大学の素粒子物理学専攻の助教授・岡倉金之助（御前様の甥＝米倉斉加年）も密かに千代に好意を抱き始めたことが発覚。寅次郎は、初めのうちインテリの岡倉に好意を持っていなかったこともあって、恋愛については奥手の岡倉をからかう。しかし、恋わずらいにかかってしまった岡倉に頼まれ、同情する形で、自分の恋心を封印し、岡倉の気持ちを伝えに千代をデートに誘う。
その頃、千代は離婚したことで別に暮らしている息子と会えない寂しさに苦しんでおり、そんな千代を精一杯慰めようとした寅次郎に安らぎの気持ちを感じるようになっていた。そんな寅次郎に「お千代坊もさ、いつまで一人でいられるわけじゃないんだし」などと言われ、遠回しにプロポーズされたと勘違いした千代は、「ううん、嫌じゃないわ」と答える。お互いに勘違いに気付いたあとでもなお、千代は「寅ちゃんとなら一緒に暮らしてもいい」と言うが、寅次郎は照れからそれを冗談にしてしまう。
不首尾を岡倉に伝えた後、寅次郎は旅立つ。正月にとらやを訪れた千代は、なお「寅ちゃんとなら（結婚しても）いいわ」と言って、とらやの一同を笑顔にさせる。

## エピソード
- 本筋と直接の関係はないが、シリーズ全編に通じるテーマと関連性のある有名なシーンがいくつかある。一つは、寅次郎が甲州路を旅している最中に休息させてもらった旧家の女性（田中絹代）に聞いた、同業のテキヤの寂しい末路の話。寅次郎がテキヤ稼業の無常を悟ったシーンである。もう一つは、寅次郎の恋愛論。「恋なんてそんな生やさしいもんじゃないぞ。飯を食うときも、ウンコをするときも、もうその人のことで頭がいっぱいよ。なんだか、こう、胸ん中がやわらかーくなるような気持ちでさ。この人のためなら何でもしてやろうと、命なんか惜しくない、『ねえ寅ちゃん、あたしのために死んでくれる』と言われたら、ありがとうと言ってすぐ死ねる、それが恋というもんじゃないだろうか。」という趣旨の台詞である[4]。
- 冒頭で、「お転婆のさっちゃん」という女性の花嫁役で、源公役の佐藤蛾次郎の本当の妻が花嫁衣裳を着て登場する。山田監督や渥美清ら主要キャストが、金もなく、籍さえ入れられず同棲暮らしだった佐藤を見るに見かねて、妻を出演させると同時に、映画のセットを使って二人の結婚式を行った[5]。
- 2020年12月11日放送の「少年寅次郎スペシャル後編」では寅次郎の回想シーンで少年時代の寅次郎と千代の接点が描かれている。
- DVDに収録されている特典映像の「予告編」では下記のような没シーンや別カットが使用されている[6]。
  - 寅次郎が裏木戸からさくらとおいちゃんの話を盗み聞きし「悪口言いやがったらただじゃすまねえからな」と言う没シーン。
  - オープニングの寅次郎がお土産をぶら下げて帰ってくるシーン。本編では江戸川をのぞき込んだり後方を子供二人が横切っている。
  - 千代が岡倉先生へ初めて挨拶する別バージョン。アップになっている。
  - 岡倉先生が煙草を誤食する一連のシーンの別テイク。寅次郎の台詞やホウレン草の量など。
  - 旅先で寅次郎が木になっている柿を食べる別テイク。
  - 寅次郎が旧家の奥様(田中絹代)と縁側でお茶を飲んでいる没シーン。
  - 寅がとらやへ帰ってくるシーン。予告編では通行人が寅を追い越している。
  - 江戸川の土手で寅が乳母車を転がしてしまうシーン。本編ではカップルに接触している。
- 本作では源公が寺門に「トラのバカ」と書いて慌てて消したり、バカと書いた寅次郎の似顔絵を貼っている梵鐘を源公が突いたり、源公が寅次郎に対してやや反抗的に描かれている[7]。
- 寅がとらやの人々と千代を慰めるシーンで、テレビに映る「ダイハツ・ハイゼット」のコマーシャルに四代目三遊亭圓遊が一瞬、登場する。
- 使用されたクラシック音楽（判明した曲）
  - シューマン：『子供の情景』作品15から第7曲『トロイメライ（夢）』バイオリン独奏～夢のシーン
  - ワーグナー：オペラ『ローエングリン』第3幕より『婚礼の合唱（結婚行進曲）』オルガン独奏～とらやに白無垢でさっちゃんが嫁入りの挨拶。
  - ヴィヴァルディ：ヴァイオリン協奏曲集『和声と創意の試み』から  第3曲「秋」
    - 第1楽章後半～寅さんが行く山梨の山路
    - 第2楽章～寅さんの墓参り
    - 第3楽章～寅さんと登と再会田舎道。とらや二階で岡倉がかける。

  - ベートーヴェン：ピアノ協奏曲 第5番 変ホ長調 作品73『皇帝』第1楽章冒頭
  - 同：ヴァイオリンソナタ第5番 ヘ長調 『春』作品24 第1楽章～美容院「アイリス」店内
  - ワーグナー：舞台祝祭劇『ニーベルングの指環』第2日『ヴァルキューレ』第3幕「ヴァルキューレの騎行」冒頭

## スタッフ
- 監督：山田洋次
- 脚本：山田洋次、朝間義隆
- 音楽：山本直純

## キャスト
- 車寅次郎：渥美清
- さくら：倍賞千恵子
- 志村千代：八千草薫 - 寅とさくらの幼なじみ。寅と同級生。寅が「おちよぼう」と呼ぶ。参道で美容院「アイリス」を営む。

- 竜造：松村達雄
- つね：三崎千恵子
- 登：津坂匡章
- 博：前田吟

- 梅太郎：太宰久雄
- 源公：佐藤蛾次郎
- 満男：中村はやと
- 老婆：岡崎夏子 - ラスト 茶店のおばあさん
- 老婆：武智豊子 - 未出演

- 夢の子分・辰：三角八郎
- 夢の子分・政：中田昇
- ストーブ屋：江藤孝 - 江藤商会。千代の美容院にストーブを搬入する
- 印刷工：長谷川英敏
- 印刷工：羽生昭彦
- 印刷工：村上猛
- 千代の息子・さとし：粟辻聡 - 千代の別れた息子。父に引き取られた。
- 夢の女給：笹原光子
- 夢の女給：安井真樹子
- ご近所さん：後藤泰子

- 長次郎親分：吉田義夫 - 夢の中
- 高垣刑事：河村憲一郎 - 夢の中。「マカオのお寅」を捕まえる。
- 湯中教授：清水将夫 - 岡倉の恩師

- 岡倉金之助：米倉斉加年 - 御前様の甥・東京大学理学部助教授。理論物理の素粒子を研究。とらやの二階に下宿する。千代に一目惚れする。
- 御前様：笠智衆

- 旧家の奥様：田中絹代 - 甲州路の旧家。寅次郎のテキヤ仲間、伊賀為三郎の最期を寅次郎に語る。為三郎の弔い、寅次郎を墓に案内する。

- 孫を叱るおばあさん ： 水木涼子（クレジットなし）
- さっちゃん：佐藤和子（クレジットなし）
- さっちゃんの父親：高木信夫（クレジットなし）
- さっちゃんの母親：大塚君代（クレジットなし）
- かぎや旅館女中：谷よしの（クレジットなし）- 信州・奈良井宿
- かぎや旅館の仲居:秩父春子（クレジットなし）
- かぎや旅館の女中：戸川美子（クレジットなし）

## ロケ地
- 山梨県北杜市(旧家の奥様）、須玉町(唐戸神社)
- 長野県塩尻市(奈良井宿、奈良井駅前、日出塩駅）
- 東京都国立市(一橋大学・東京大学として撮影)、江東区(亀戸天神、清水橋、篠原商店)

佐藤(2019)、p.618より

## 記録
- 観客動員：211万1000人[1]
- 配給収入：7億6000万円[1]
- 上映時間：98分

## 受賞
- 第28回毎日映画コンクール監督賞／山田洋次
- 第1回文化庁優秀映画

## 同時上映
- 『舞妓はんだよ全員集合!!』（ザ・ドリフターズ）